# Саломатинское сельское поселение
Салома́тинское сельское поселение — муниципальное образование в Камышинском районе Волгоградской области. Образовано 5 марта 2005 года в соответствии с Законом Волгоградской области № 1022-ОД.
Административный центр — село Саломатино.

## Состав сельского поселения
| № | Населённый пункт | Тип населённого пункта          | Население |
| - | ---------------- | ------------------------------- | --------- |
| 1 | Саломатино       | посёлок железнодорожной станции | 23        |
| 2 | Саломатино       | село, административный центр    | 1612      |

## Население
| 2010  | 2012  | 2013  | 2014  | 2015  | 2016  | 2017  |
| ----- | ----- | ----- | ----- | ----- | ----- | ----- |
| 1635  | ↘1614 | ↘1574 | ↘1552 | ↘1528 | ↘1522 | ↘1509 |
| 2018  | 2019  | 2020  | 2021  |       |       |       |
| ↘1497 | ↘1489 | ↘1451 | ↘1411 |       |       |       |